# افتراس داخل الجمائع
الافتراس داخل الجمائع (بالإنجليزية: Intraguild predation)‏ (جمائع: من كلمة "جميعة" Guild) هو قتل وفي بعض الأحيان أكل منافس محتمل من نوع مختلف. يمثل هذا التفاعل مزيجًا من الافتراس والتنافس، لأن كلا النوعين يعتمدان على نفس موارد الفريسة ويستفيدان أيضًا من افتراس بعضهما البعض. الافتراس داخل الجمائع شائع في الطبيعة ويمكن أن يكون غير متماثل، حيث يتغذى أحد النوعين على الآخر، أو متماثل، حيث يتغذى كلا النوعين على بعضهما البعض. نظرًا لأن المفترس المهيمن داخل الجمائع يحصل على الفوائد المزدوجة المتمثلة في تغذية والقضاء على منافس محتمل، يمكن أن يكون للتفاعلات داخل الجمائع تأثيرات كبيرة على بنية المجتمعات البيئية.

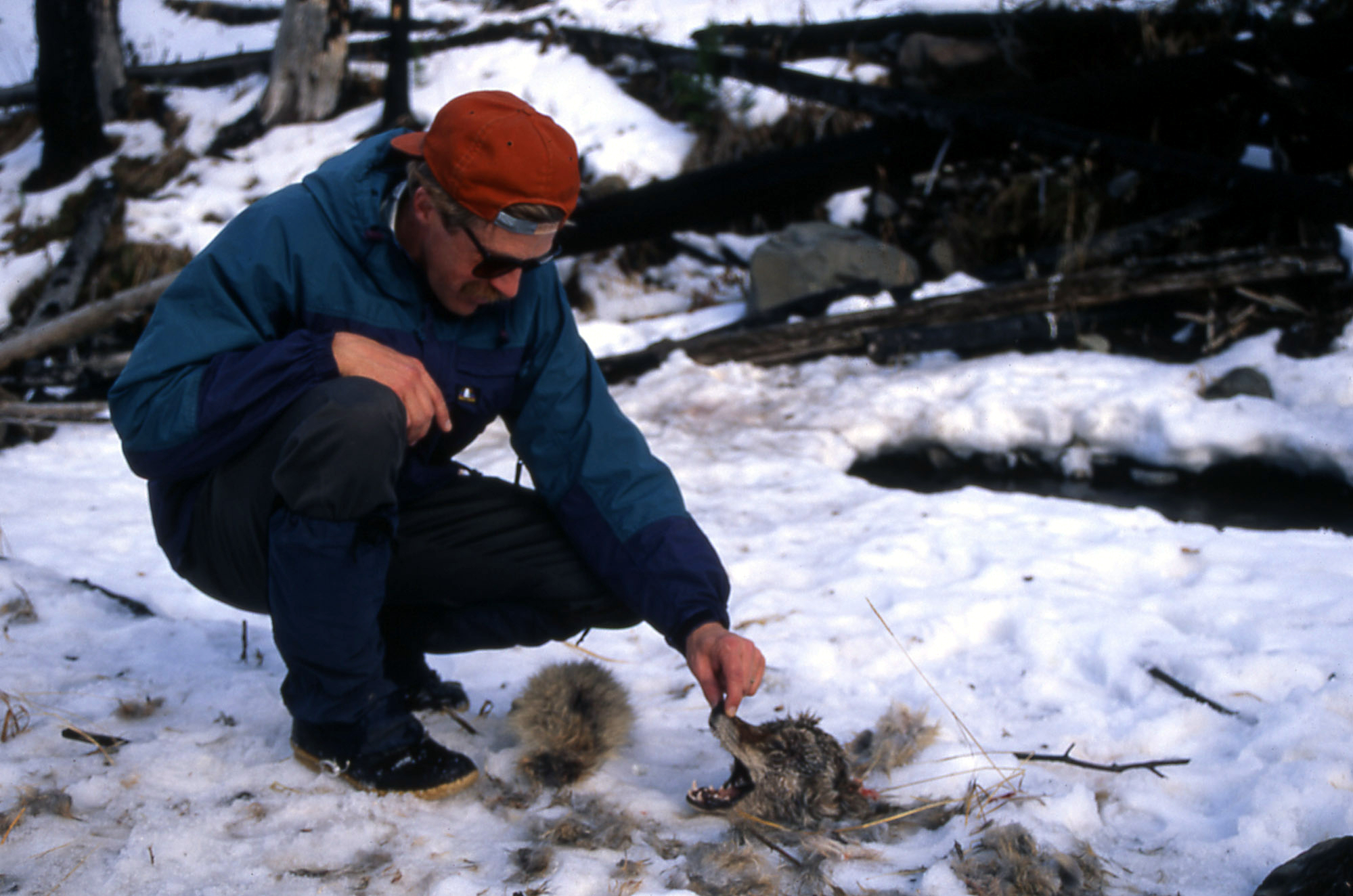
رولف بيترسون يحقق في جثة ذئب قتله ذئب في متنزه يلوستون الوطني، يناير 1996